# Burg Reichensteinmauer
Die abgegangene Burg Reichensteinmauer lag in der oberpfälzer Gemeinde Pechbrunn  im Landkreis Tirschenreuth.

## Geschichte
Die erste Nennung der Burg Reichensteinmauer (oder auch nur Steinmauer) findet sich um 1520 in einem Bericht des Forstmeisters Sieder von Kloster Waldsassen. Gleich nach der Erwähnung der Burg Melteuer heißt es ein öds zu erprochens Schloß zw der Reichenstein Mauern genannt. Diese Burg dürfte bei der Erschließung der regio egere angelegt worden sein. Da 1520 für die Burg ehemals der Marquis Rasp von Melteuer als Besitzer angegeben wird, war die Burg um diese Zeit vermutlich noch bewohnbar und ist erst danach öd gefallen.

## Lage
Die Lage der Burg ist auf mehreren historischen Karten überliefert. Eine aus dem Jahr 1579 zeigt südlich einer als Pechbrunn bezeichneten Mühle am Seibertsbach einen steilen Hügel in einer Bachschleife, auf dessen Gipfel zwei einstöckige Gebäude stehen, die als hof bezeichnet werden. Landkarten von 1620 bis 1772 zeigen die Ruinen eines rechteckigen Gebäudes, hinter dem ein hoher Turm aufragt, und die als alte rudera bezeichnet werden. Der Standort der Burg wird mit dem Steinhübel gleichgesetzt, der sich 740 m ostsüdöstlich der Kirche von Pechbrunn befindet. Der Hügel war bis 1870 von einem Basaltfelsen bekrönt, der für den Eisenbahnbau fast völlig abgebrochen wurde. Anschließend an einen nordöstlichen Basaltwall befinden sich Gruben, die als Schatzgräberlöcher bezeichnet werden (daher auch die Bezeichnung Reichensteinmauer, da hier die Sagen von einem reichen Schatz berichten, der aber nie gefunden wurde).